# Diamant Fahrradwerke
Diamant Fahrradwerke AG — немецкий производитель велосипедов-люкс. Штаб-квартира находится в Хемнице.

## История
Компания Diamant Fahrradwerke AG основана в 1885 году братьями Нефогт под названием «Gebrüder Nevoigt Reichenbrand/Chemnitz». В том же году началось производство велосипедов. Первый велосипед серийного производства был представлен в 1895 году.
В 1928 году предприятие было приобретено фирмой Opel, но уже в 1930 году снова стало независимым.
2 мая 1952 предприятие стало государственным и получило название «VEB Fahrradwerke Elite Diamant»
После упразднения ГДР, предприятие было приватизировано и довольно успешно продолжило работу, однако не удалось избежать потери независимости в 1992 году, значительную часть предприятия приобрела швейцарская группа Villiger-Gruppe, а в 2003 обе фирмы были выкуплены фирмой из Висконсина Trek Bicycle Corporation.
До сих пор у многих коллекционеров в Мире ведется охота за легендарными шоссейными моделями Modell 67 и Modell 167.
Старейший производитель велосипедов в Германии.